# Malick Thiaw

Malick Laye Thiaw (Düsseldorf, 8 de agosto de 2001) é um futebolista alemão que atua como zagueiro. Atualmente joga no Newcastle.

## Carreira
Em sua infância, Thiaw jogou pela TV Kalkum-Wittlaer, um clube de Düsseldorf. Via Fortuna Düsseldorf, Bayer 04 Leverkusen e Borussia Mönchengladbach, ingressou na academia de juniores do Schalke 04 em 2015. Ele fez sua estréia profissional com o Schalke em um empate 1-1 contra o Hoffenheim na Bundesliga em 7 de março de 2020.

### Milan
Em 29 de agosto de 2022, Thiaw assinou com o clube da Serie A, o AC Milan, um contrato até 30 de junho de 2027.

## Carreira internacional
Nasceu e foi criado na Alemanha, filho de pai senegalês e mãe finlandesa, e possui passaporte alemão e finlandês. Em 2017, ele foi convocado para representar os Sub-17 da Finlândia, mas não jogou por eles. Em 15 de março de 2021, Thiaw foi convocado para representar a Alemanha Sub -21 no Campeonato da Europa de Sub-21 de 2021.

## Títulos
Schalke 04
- 2. Bundesliga: 2021–22

Milan
- Supercopa da Itália: 2024